# Pratappur
Pratappur fou un estat tributari protegit del tipus zamindari al districte de Khandesh (des de 1906 al districte d'East Khandesh) avui a Maharashtra. Els ancestres eren probablement descendents dels paramares d'Ujjain i van governar un territori molt més gran amb capital a Aakhrani a les muntanyes Satpura (prop de la frontera amb Madhya Pradesh) però segurament en foren expulsats al segle XVII pels marathes i es van establir a Pratappur on van emparentar amb el jagirdar local. El rajà va adoptar al príncep (rana) Anand Singh que era el seu nebot matern. La línia de ranes de Pratappur de la nissaga d'Aakhrani encara existeix.